# Pwn2Own
Pwn2Own is een jaarlijkse hackwedstrijd die sinds 2007 gehouden wordt op de CanSecWest-veiligheidsconferentie. De hackers worden uitgedaagd om veelgebruikte software en mobiele apparaten zonder voorheen gekende kwetsbaarheden te hacken.
Winnaars van de wedstrijd ontvangen het apparaat dat ze hebben gehackt en een som geld. De naam "Pwn2Own" is afgeleid van het feit dat deelnemers het apparaat moeten "pownen" (hacken) om het te verkrijgen ("own"). De Pwn2Own-wedstrijd dient om de kwetsbaarheid van apparaten en wijdverspreide software aan te tonen en de vooruitgang te tonen in beveiliging tegenover het voorgaande jaar.
In 2011 en 2012 werden steeds Safari en Internet Explorer gehackt.